# Cage (Band)
Cage ist eine US-amerikanische Heavy-Metal-Band aus San Diego, Kalifornien. Ihr Stil ist klassischer Heavy Metal mit Einflüssen aus dem US-Power-Metal.

## Geschichte
Nominell wurde Cage 1992 gegründet, erste Demos wurden 1995 aufgenommen. 1999 gewannen sie den mit 600 Teilnehmern veranstalteten Bandcontest des Magazines Rock Hard, woraufhin sie ihr erster reguläres Album Unveiled bei Omega Records veröffentlichten. Auftritte beim Dynamo Open Air und Wacken Open Air folgten nach. 2000 veröffentlichte Cage das Album Astrology. Mit dem Album Darker Than Black (2003) wechselten sie zum deutschen Label Massacre Records.
Beim Bang-Your-Head-Festival 2004 kam es zu einer Schlägerei zwischen dem Cage-Sänger Sean Peck und Blaze Bayley (Ex-Mitglied von Iron Maiden). Aufgrund Bayleys Äußerungen gegen die Politik von George W. Bush entfachte ein Streit, der in einer Schlägerei endete. Bayley trug dabei ein blaues Auge davon.
2007 wurde das Album Hell Destroyer veröffentlicht. Es erzählt konzeptionell die Apokalypse nach der Offenbarung des Johannes.

## Diskografie
- 1998: Unveiled (Omega Records)
- 2000: Astrology (Omega Records)
- 2003: Darker Than Black (Massacre Records)
- 2007: Hell Destroyer (MTM Music)
- 2009: Science of Annihilation (Heavy Metal Media)
- 2011: Supremacy of Steel (Heavy Metal Media)